# Бойко-Великий, Василий Вадимович
Васи́лий Вади́мович Бо́йко-Вели́кий (род. 31 августа 1959, Москва) — российский предприниматель, общественный деятель, председатель совета директоров, основатель группы компаний «Вашъ Финансовый Попечитель» и входящего в неё агропромышленного холдинга «Русское молоко», основатель холдинга «Энергоатоминжиниринг», президент Русского культурно-просветительного фонда имени святого Василия Великого, писатель-публицист. Фигурант ряда уголовных дел.

## Биография
Василий Вадимович Бойко родился 31 августа 1959 года в Москве. В 2012 году изменил фамилию, добавив к своей прежней фамилии Бойко, через дефис, девичью фамилию матери — Великий.
В 1978 году поступил и в 1983 году окончил Московский инженерно-физический институт (с 2009 года — Национальный исследовательский ядерный университет «МИФИ») по специальности «Экспериментальная и теоретическая физика». С 1983 по 1986 год работал инженером в научно-производственном объединении «Астрофизика», с 1986 по 1992 год работал в Научно-исследовательском институте ядерной физики при МГУ младшим научным сотрудником. В 1992—1993 году прошёл подготовку на курсах Московской центральной финансовой биржи по фондовому рынку и курсах по налогообложению для бухгалтеров.
В 1992 году вместе с близкими родственниками основал инвестиционную компанию «Вашъ Финансовый Попечитель» (ОАО «ВФП») и руководил ею в качестве генерального директора до 2002 года, когда Бойко-Великий возглавил совет директоров ОАО «ВФП». В начале 1990-х годов основными активами компании были 25-процентный пакет акций «Братского алюминиевого завода» и контрольный пакет акций московского торгово-офисного центра «АРЗ-З» возле станции метро «Улица 1905 года».
В 1995—1997 году, сформировав 25-процентный блокирующий пакет акций Братского алюминиевого завода, АО «ВФП» Бойко-Великого соперничало за предприятие с Trans World Group Льва и Михаила Черного. В 1996 году газета «Коммерсант» оценивала пакет акций «Братского алюминиевого завода», принадлежащий компании «ВФП», в 65-70 млн долларов, который в 1997 году был продан менеджменту предприятия и другим акционерам, а предприятие перешло под контроль Олега Дерипаски и Романа Абрамовича. В то же время Бойко-Великий занимался девелоперскими проектами, самые известные из которых — торговые центры «Детский мир на Пресне», «Электроника на Пресне» и бизнес-центр класса «А» «На Спартаковской».
В 2000 году газета «Коммерсантъ» писала об участии «ВФП» в корпоративном споре между группой МДМ и «Альфа-банком»: «ВФП» продал МДМ 6,88 % акций «Конверсбанка», что позволило группе МДМ получить контрольный пакет.
В 2000—2001 годах Василий Бойко-Великий являлся членом совета директоров «Иркутскэнерго» в рамках проекта «Независимые директора в российских акционерных обществах», организованного Ассоциацией по защите прав инвесторов. На этом посту Бойко занимался продажей принадлежавших «Иркутскэнерго» 13 % акций «Русиа Петролеум», возглавляемому Владимиром Потаниным «Интерросу».
В 2001—2002 годах «ВФП», являясь миноритарным акционером ОАО «Оленегорского горно-обогатительного комбината» («Олкон»), вёл борьбу с его мажоритарным акционером «Северсталью» за право осуществлять управление «Олконом». Но тогда Бойко-Великий не смог получить контроль над предприятием и продал свой пакет акций (31,2 %) структурам, принадлежащим Дерипаске и Алишеру Усманову.
В 2002 году Бойко-Великий возглавлял совет директоров компании «Севзапатомэнергострой» — генерального подрядчика строительства 3-го энергоблока Калининской АЭС, работал заместителем директора по инвестициям генерирующей компании «Росэнергоатом», где ему удалось вернуть «Росэнергоатому» 8 млн долларов, оспорив увеличение доли банка «Нефтяной» в компании «Севзапатомэнергострой» с 25 до 74,96 процентов.
В 2003 году Бойко-Великий стал одним из основателей агрохолдинга «Русское молоко», возглавив его совет директоров. Агрохолдинг был сформирован на базе молокозавода ОАО «Русское молоко», комбикормового завода «Богородский» и 8 бывших совхозов Рузского района Московской области. В 2005—2006 годах занимался девелоперским проектом «Рузская Швейцария» в Подмосковье (позже — «Благодатная Руза»). Компания начала скупать земельные паи в Рузском районе. Площади планировалось использовать для строительства крупного комплекса отдыха «Рузская Швейцария», но всё сложилось иначе: там появились 25 молочных ферм, которые стали основным активом предпринимателя.
В 2006 году Бойко-Великий участвовал в создании холдинга «Энерогоатоминжиниринг», специализирующегося на строительстве атомных и тепловых электростанций и других энергетических объектов. Холдинг участвовал в строительстве Ростовской АЭС, Нововоронежской АЭС-2, Белорусской АЭС, Калининской АЭС и ряде других объектов.
В 2011 году Василий Бойко-Великий был назван журналом «Forbes» одним из 9-ти самых необычных российских бизнесменов — сумасбродов, чудаков и эксцентриков. По данным газеты «Коммерсантъ», в 2015 году ОАО «Русское молоко» входило в топ-3 крупнейших производителей органических продуктов в России. В 2015—2016 годах в СМИ неоднократно появлялась информация о проблемах с выплатой зарплаты на фермах «Русского молока».
В 2017 году Василий Бойко-Великий продал компании «РГ-Девелопмент» участок 4,6 гектара на Вольной улице на востоке Москвы, который принадлежал компании «Вашъ финансовый попечитель», где позже был построен жилой комплекс «Семеновский Парк». В декабре 2019 года Василий Бойко-Великий продал ещё один из своих девелоперских активов в центре Москвы: 0,63 га в Басманном районе столицы купила компания «Колди». В 2020 году на этой территории началось строительство жилого комплекса Kazakov Grand Loft.
Статьи Бойко-Великого публикуются с 2010 года на информационном сайте «Русская народная линия».

## Общественная деятельность
В декабре 1995 года в качестве независимого кандидата, выдвинутого избирателями, баллотировался в Государственную Думу по одномандатному N79 Кинешемскому избирательному округу (Ивановская область). Занял третье место, получив 12,81 % голосов. Депутатом стал В. И. Тихонов от КПРФ. Начиная с 1990-х годов оказывает финансовую помощь храмам и монастырям Ивановской епархии.
В 2009 году Бойко-Великий принял участие в создании «Русского Просветительного фонда имени святителя Василия Великого», в том же году став его президентом. С 2010 года фонд регулярно проводит научно-исторические конференции на православную тематику. Фонд совместно с агрохолдингом «Русское Молоко» проводят обучение школьников в школах Рузского района по курсу «Основы православной культуры».
В 2007, 2009 и в 2010 годах участвовал в организации выставки иконописи «Патриарх Возрождения» в Московском Кремле в рамках цикла выставок «Свет миру».
В 2010 году компания «ВФП» выплатила 1 миллион рублей сотрудникам правоохранительных органов за поимку преступников, устроивших взрыв в храме в честь святителя Николая Чудотворца. По просьбе сотрудников МВД, которые участвовали в раскрытии этого уголовного дела, награда переведена на счет «Фонда поддержки семей сотрудников правоохранительных органов, погибших при исполнении служебных обязанностей». Также Василий Бойко-Великий официально объявил о вознаграждении в размере 1 миллиона рублей за информацию, которая поможет раскрыть убийство священника Даниила Сысоева.
В декабре 2011 года на территории одного из предприятий, входящих в холдинг «Вашъ Финансовый Попечитель», была освящена часовня в честь святого благоверного великомученика Царя Ивана Васильевича (Грозного), построенная по инициативе Василия Бойко-Великого. Позже часовня была перенесена на улицу Соколиная гора в Москве, в 2017 году подобная часовня открыта на Звенигородском шоссе.
В марте 2022 года подписал обращение в поддержку военного вторжения России на Украину (2022).

## Семья
Жена — Анна Владимировна родилась в 1966 году в Киеве. В 1988 году закончила геологический факультет МГУ, где и познакомилась с будущим мужем. В 1989 году Василий и Анна обвенчались. С 2010 года Анна Владимировна является директором Русского Просветительного фонда имени святителя Василия Великого. В их семье трое детей: две дочери — Анна и Мария, и сын Алексей.

## Награды
В 2000 году Патриарх Московский и всея Руси Алексий II наградил Бойко-Великого орденом Сергия Радонежского (III степени) «Во внимание к помощи в деле возрождения храмов Ивановской епархии».
В 2008 году Бойко-Великий стал лауреатом премии «Персона года» по версии РБК в номинации «За вклад в развитие сельского хозяйства».
В 2009 году Бойко-Великий стал лауреатом премии «Персона года» по версии РБК в номинации «За вклад в возрождение традиций православного меценатства».
В 2014 году Бойко-Великий стал лауреатом премии имени П. А. Столыпина.
В 2018 году Бойко-Великий был награждён Митрополитом Амфилохием орденом святых Царственных Страстотерпцев, утвержденным Черногорской митрополией Сербской Православной Церкви.

## Резонансные события
В 2004 году православная община Храма Воскресения Христова в Кадашах при участии Василия Бойко-Великого захватили здание церкви на территории московского храма Воскресения Христова в Кадашах, в котором с 1964 года размещалась одна из мастерских Всероссийского художественного научно-реставрационного центра имени академика И. Э. Грабаря. По словам адвокатов, представляющих интерес общины, «договор об аренде помещения церкви мастерскими Грабаря давно истёк». В течение месяца на территорию не допускались сотрудники мастерских. В результате мастерские освободили здание церкви, а также два других, занимаемых ими храма: Марфо-Мариинскую обитель и церковь Великомученицы Екатерины.
С 2009 года на заборе и на воротах главного офиса В. В. Бойко-Великого на ул. Большая Декабрьская висит табличка «Большая Ваганьковская», что неоднократно вызывало вопросы московских чиновников.
В августе 2010 года Бойко-Великий выпустил обращение ко всем сотрудникам компаний, входящих в холдинг «Вашъ Финансовый Попечитель». В документе, в частности, говорилось о том, что все сотрудники всех предприятий в рабочее и нерабочее время должны пройти курс «Основы православной культуры»; всем сотрудницам в случае беременности сохраняется среднемесячная заработная плата в полном объёме, вплоть до достижения новорожденным ребёнком одного года; все сотрудники, совершающие или способствующие совершению аборта, подлежат увольнению по сокращению с должности. Также было объявлено, что все сотрудники, находящиеся в браке, но не венчанные, обязаны сделать это до 14 октября того же года (до праздника Покрова Божией Матери), иначе их должности тоже будут сокращены. Эта мера встретила резкую критику некоторых юристов и общественных деятелей, а также получила разные оценки у священнослужителей Русской православной церкви. В декабре 2010 года Бойко-Великий заявил СМИ, что по результатам проверки агрохолдинга «Русское молоко» Московской областной прокуратурой по данному инциденту нарушений действующего российского законодательства обнаружено не было.
15 февраля 2011 года Василий Бойко-Великий издал распоряжение по всей группе компаний «Вашъ Финансовый попечитель» об отмене празднования 23 февраля и 8 марта в связи с тем, что они «на протяжении тысячелетней истории России не являлись праздничными днями русского народа и не привязаны ни к каким особым датам и особым успехам русских людей и Российского государства». Взамен выходным днём в холдинге в 2011 году стала Страстная Пятница, а с 2012 года — ещё и Страстной Четверг, Пасхальный понедельник и день Российской Империи 12 сентября.
21 января 2012 года Бойко-Великий был одним из организаторов православного митинга «За Святую Русь» на набережной Тараса Шевченко, напротив Дома Правительства в Москве. В митинге участвовало порядка 2,5 тысяч человек, большую часть которых составляли сотрудники холдинга «Русское молоко» и ГК «Вашъ финансовый попечитель». Звучали лозунги против деятелей оппозиции (Немцова, Прохорова и Навального), заявления о поддержке Владимира Путина, призывы прекратить уголовное преследование самого Бойко-Великого. Было объявлено о создании партии «Святая Русь» и сформирован оргкомитет, председателем которого избран Василий Бойко-Великий.
17 февраля 2012 года в газете «Русский Вестник» было опубликовано обращение членов общины в честь иконы Божией Матери «Взыскание погибших» во главе с Василием Бойко-Великим и его супругой к Патриарху Кириллу с просьбой интегрировать общину, возглавляемую священником Алексеем Аверьяновым, в Московский Патриархат. Василий Бойко-Великий, протоиерей Алексей Аверьянов регулярно подвергались критике со стороны некоторых священников, представителей РПЦ, протодиакона Андрея Кураева. В апреле 2012 года Бойко-Великий направил в адрес Патриарха Московского и всея Руси Кирилла письмо с критикой в адрес протодиакона Андрея Кураева и протоиерея Всеволода Чаплина.
В 2013 году Бойко-Великий стал одним из авторов обращения к министру культуры Владимиру Мединскому с просьбой убрать из экспозиции Государственной Третьяковской галереи картину И. Е. Репина «Иван Грозный и сын его Иван» как якобы клеветническую и лживую. В 2018 году поддерживал в суде защиту Подпорина, разбившего эту картину. В конце мая 2014 года широкий общественный резонанс вызвал комментарий Василия Бойко-Великого о зачёркивании крестом штрих-кода, содержащего три шестерки (так называемое «число зверя»), на молочной продукции «Русского молока».
В 2015—2016 годах на фермах «Русского молока» и других предприятиях, принадлежащих Бойко-Великому, возникали серьёзные проблемы с выплатой заработной платы. По факту обращения граждан в СК РФ были организованы проверки, которые выявляли нарушения Трудового Кодекса и невыплаты зарплаты

## Проблемы с законом

### Возбуждение уголовного дела по обвинению в мошенничестве
В ноябре 2006 года против Василия Бойко-Великого возбудили уголовное дело по обвинению в особо крупном мошенничестве и легализации преступных доходов. Согласно первоначальной версии следствия, в 2003 году Бойко-Великий создал преступное сообщество, чтобы незаконно приобрести право собственности на земельные доли реорганизованных совхозов Рузского района и их правопреемников. 15 февраля 2007 года бизнесмен был арестован. В октябре 2008 года Верховный суд РФ принял решение освободить Василия Бойко-Великого под залог в 50 миллионов рублей.
В октябре 2010 года уголовное дело в отношении предпринимателя было передано из следственного комитета (СК) при МВД России в следственное управление Следственного комитета при прокуратуре (СКП) по Московской области. По состоянию на август 2012 года следствие, срок которого составлял уже почти семь лет, продолжалось, несмотря на более чем 50 решений гражданских арбитражных судов о законности приобретения земель структурами Бойко-Великого. В сентябре 2012 года следствие после 7 лет расследования признало необоснованным и сняло с Василия Бойко-Великого обвинение в якобы имевшем место хищении земельных долей у 4 тысяч крестьян Рузского района. Следователи установили, что они добровольно и на законных основаниях продали свои акции, паи, доли различным инвестиционным компаниям. По примерно 200 акционерам, которые акции и паи не продали и продолжают ими владеть, следствие шло 12 лет.
История получила продолжение 17 февраля 2016 года, когда в прессе появились сообщения о закрытии «большого» дела против Василия Бойко-Великого и ещё 10 обвиняемых, по которому им инкриминировалось хищение 25000 га земли у 4000 бывших работников 8 совхозов Рузского района, которые в начале 2000-х были приобретены подконтрольными Бойко-Великому компаниями. В начале февраля 2016 года ГСУ СКР по Московской области закрыл дело № 248509 объёмом 1500 томов в связи с отсутствием состава преступления.

#### Прекращение уголовного дела за отсутствием состава преступления
В феврале 2018 года Европейский суд по правам человека, затем в марте 2020 года Президиум Верховного суда РФ признали незаконным арест 2007 года и содержание под стражей в течение 20 месяцев В. В. Бойко-Великого, и выплатили ему компенсацию. В августе 2020 года Рузский городской суд Московской области полностью прекратил уголовное преследование в отношении основателя группы компаний «Ваш финансовый попечитель» и входящего в неё агрохолдинга «Русское молоко» Василия Бойко-Великого. «Дело по статье 210 (создание организованного преступного сообщества) прекращено за отсутствием состава преступления. В апреле в данную статью внесли поправки, и начала формироваться практика, что бизнес больше не будут преследовать по этой статье», — сказала адвокат Виктория Шонина.
В марте 2021 года судебная коллегия по уголовным делам Московского областного суда рассмотрела ряд апелляционных представлений и жалоб на постановление Рузского суда о прекращении уголовного дела в отношении бизнесмена Василия Бойко-Великого и ещё девятерых фигурантов и оставила это постановление в силе. Уголовное преследование окончательно прекращено за отсутствием состава преступления.

### Уголовное дело о хищении в банке «Кредит-экспресс» и арест
В июне 2019 года Василий Бойко-Великий был задержан после допроса Следственным комитетом по подозрению в хищении денежных средств из банка «Кредит-экспресс» с топ-менеджерами банка. В апреле 2020 года Следственный комитет РФ предъявил Бойко-Великому обвинение в растрате путем оформления невозвратных кредитов на сумму почти в 89 млн рублей. Свою вину бизнесмен не признал.

#### Изменение меры пресечения на домашний арест и запрет определённых действия
13 мая 2021 года Московский городской суд изменил Бойко-Великому меру пресечения с содержания под стражей на домашний арест. 28 июня Черемушкинский суд Москвы в ходе предварительных слушаний уголовного дела смягчил Бойко-Великому меру пресечения на запрет определённых действий.

#### Приговор
3 октября 2023 года Черемушкинский суд Москвы приговорил Бойко-Великого к 6,5 годам колонии по части 4 статьи 160 УК РФ (присвоение или растрата организованной группой).

### Дело о защите чести и достоинства Гелия Рябова
В 2023 году Василий Бойко-Великий издал свою книгу «Расследование убийства царской семьи и сожжения их честных останков. Операция советских спецорганов по нахождению фальшивой «царской» могилы в 1976-1991 годах». В ней он утверждает, что Гелий Рябов, обнаруживший место сокрытия останков царской семьи, якобы был участником фальсификации, направленной на то, чтобы во время визита Михаила Горбачева в Великобританию тот смог предоставить останки на обозрение королеве Елизавете II. В связи с этим Ольга Рябова, вдова Гелия Рябова, обратилась в суд с иском к Бойко-Великому и издательству («АНО КП Русский Издательский Центр имени Святого Василия Великого») о защите чести и достоинства покойного мужа, требуя от них компенсации морального вреда в размере 300 тысяч рублей